# نشست ریکیاویک
نشست ریکیاویک (انگلیسی: Reykjavík Summit) یک نشست دو روزه بین رونالد ریگان، رئیس‌جمهور ایالات متحده آمریکا و میخائیل گورباچف، دبیرکل حزب کمونیست اتحاد جماهیر شوروی بود که در تاریخ ۱۱ و ۱۲ اکتبر ۱۹۸۶ در شهر ریکیاویک، پایتخت ایسلند، برگزار شد.
این نشست، با وجود شکست مذاکرات در آخرین لحظات بر سر ابتکار دفاع استراتژیک (SDI)، به عنوان یک نقطه عطف کلیدی در جنگ سرد شناخته می‌شود. پیشنهادهای بی‌سابقه‌ای که برای خلع سلاح هسته‌ای مطرح شد، راه را برای امضای پیمان نیروهای هسته‌ای میان‌برد (INF) در سال ۱۹۸۷ هموار کرد و گامی بزرگ به سوی پایان دادن به جنگ سرد بود.

## پیش‌زمینه
پس از نشست ژنو (۱۹۸۵) که اولین ملاقات بین ریگان و گورباچف بود، دو طرف توافق کردند که گفتگوها را برای کنترل تسلیحات ادامه دهند. گورباچف که با سیاست‌های جدید گلاسنوست (شفافیت) و پرسترویکا (بازسازی) به دنبال اصلاحات در شوروی و کاهش تنش‌های بین‌المللی بود، پیشنهاد برگزاری یک نشست مقدماتی و سریع در اروپا را داد تا برای نشست رسمی بعدی در واشینگتن آماده شوند. ایسلند به دلیل موقعیت میانی و بی‌طرفی به عنوان محل ملاقات انتخاب شد.
هدف اصلی گورباچف محدود کردن برنامه ابتکار دفاع استراتژیک (SDI) آمریکا بود که شوروی آن را تهدیدی برای برهم زدن توازن هسته‌ای و نظامی‌سازی فضا می‌دانست. در مقابل، ریگان مصمم بود این پروژه دفاعی را ادامه دهد و همزمان به دنبال پیشرفت در زمینه کاهش تسلیحات تهاجمی بود.

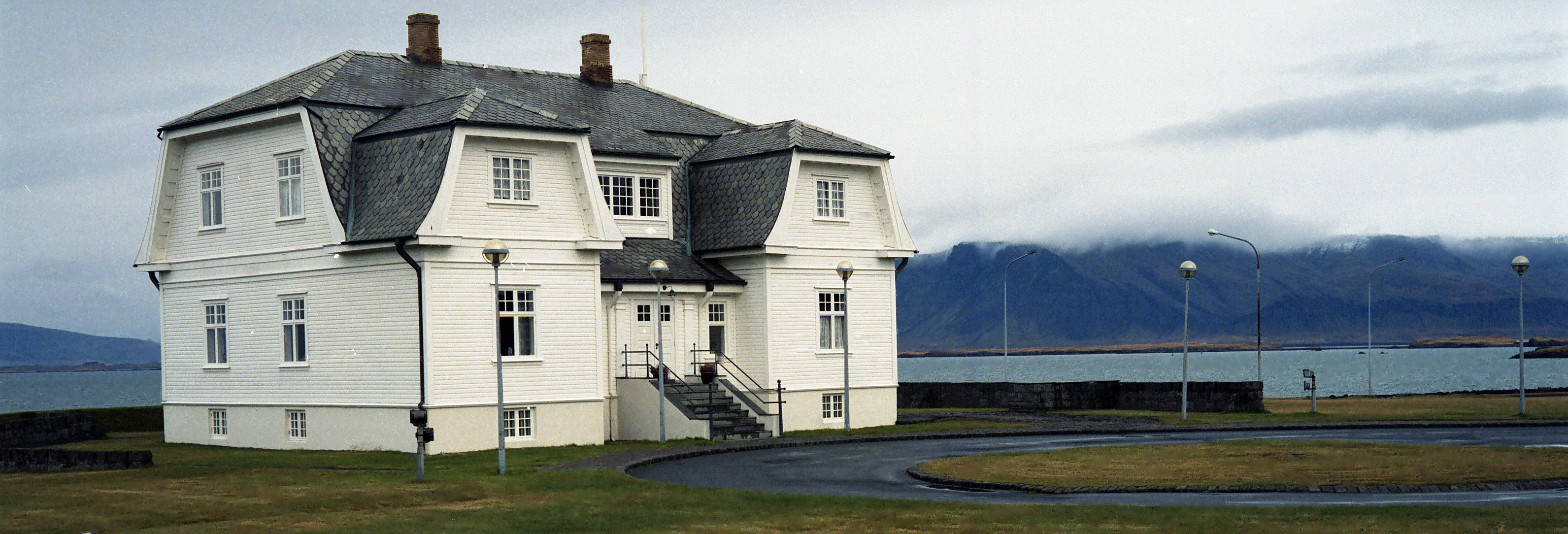
هوفی (Höfði)، محل برگزاری نشست ریکیاویک. این خانه در گذشته کنسولگری فرانسه و سفارت بریتانیا بود.

## مذاکرات
مذاکرات در خانه هوفی، ساختمانی تاریخی در ریکیاویک، برگزار شد. در ابتدا قرار بود این نشست یک گفتگوی مقدماتی باشد، اما به سرعت به یک چانه‌زنی جدی و فشرده بر سر جامع‌ترین پیشنهادهای کنترل تسلیحات در تاریخ تبدیل شد.

### پیشنهادهای شوروی
گورباچف با یک بسته پیشنهادی جامع وارد نشست شد که شامل موارد زیر بود:
- کاهش ۵۰ درصدی تمامی سلاح‌های استراتژیک هسته‌ای (شامل موشک‌های بالستیک قاره‌پیما، موشک‌های زیردریایی پرتاب و بمب‌افکن‌های سنگین).
- حذف کامل موشک هسته‌ای میان‌بردهای آمریکا و شوروی از اروپا (پیشنهاد معروف به «گزینه دو صفر»).
- آغاز مذاکرات برای ممنوعیت آزمایش هسته‌ای.

در مقابل این پیشنهادها، گورباچف یک شرط کلیدی داشت: آمریکا باید متعهد می‌شد که به مدت ۱۰ سال به پیمان موشکی ضد بالستیک (ABM) پایبند بماند و تحقیقات مربوط به برنامه SDI را به آزمایشگاه‌ها محدود کند.

### پیشنهاد متقابل آمریکا و نقطه اوج
تیم آمریکایی از گستردگی پیشنهادهای شوروی غافلگیر شد. ریگان که به دنبال یک پیروزی تاریخی بود، پا را فراتر گذاشت و پیشنهاد حذف **تمام موشک‌های بالستیک** دو کشور را طی یک دوره ده‌ساله مطرح کرد.
در روز دوم، مذاکرات به اوج دراماتیک خود رسید. گورباچف با پیشنهادی جسورانه‌تر پاسخ داد: حذف **تمام سلاح‌های هسته‌ای** از زرادخانه‌های دو ابرقدرت تا سال ۱۹۹۶. برای لحظاتی به نظر می‌رسید که رهبران آمریکا و شوروی در آستانه توافقی تاریخی برای پایان دادن به عصر هسته‌ای هستند. ریگان با این ایده موافقت کرد، اما همچنان بر حق آزمایش و توسعه SDI برای دفاع در برابر تهدیدات احتمالی آینده پافشاری می‌کرد.

ریگان و گورباچف در حال مذاکره در خانه هوفی. گفتگوهای فشرده آن‌ها جهان را در آستانه یک توافق تاریخی قرار داد.

## دلایل شکست
مذاکرات در نهایت بر سر یک موضوع به بن‌بست رسید: **ابتکار دفاع استراتژیک (SDI)**.
ریگان معتقد بود SDI یک "بیمه امنیتی" و یک سپر دفاعی غیرهسته‌ای است. او حاضر نبود توسعه و آزمایش آن را متوقف کند و آن را یک اهرم فشار کلیدی علیه شوروی می‌دانست. از سوی دیگر، گورباچف نگران بود که SDI، حتی اگر صرفاً دفاعی باشد، به آمریکا برتری استراتژیک داده و مسابقه تسلیحاتی جدیدی را در فضا به راه اندازد.
اختلاف نهایی بر سر تفسیر پیمان ABM بود. گورباچف اصرار داشت که هرگونه تحقیق و آزمایش SDI باید به "داخل آزمایشگاه‌ها" محدود شود. ریگان استدلال می‌کرد که آزمایش‌های میدانی طبق تفسیر گسترده‌تر پیمان مجاز است و او نمی‌تواند از تعهدش به مردم آمریکا برای تحقیق درباره این فناوری دفاعی دست بکشد. در نهایت، هیچ‌یک از دو طرف از موضع خود کوتاه نیامد و نشست بدون توافق پایان یافت.

## نتایج و پیامدها
در نگاه اول، نشست ریکیاویک یک شکست تلقی شد. رهبران با ناامیدی محل را ترک کردند و رسانه‌ها از "فرصت از دست رفته" نوشتند. با این حال، تأثیرات بلندمدت آن بسیار عمیق و مثبت بود:
- **تغییر نگرش:** این نشست به هر دو طرف نشان داد که خلع سلاح گسترده و ریشه‌ای دیگر یک موضوع تخیلی نیست، بلکه امری ممکن است.
- **ایجاد اعتماد:** با وجود شکست نهایی، گفتگوهای صریح و فشرده باعث ایجاد سطح بی‌سابقه‌ای از درک متقابل بین ریگان و گورباچف شد.
- **زمینه‌سازی برای پیمان INF:** توافقات اصولی که در ریکیاویک بر سر حذف موشک‌های میان‌برد در اروپا به دست آمد، مستقیماً به امضای پیمان نیروهای هسته‌ای میان‌برد در دسامبر ۱۹۸۷ در واشینگتن انجامید. این پیمان اولین معاهده‌ای بود که یک کلاس کامل از سلاح‌های هسته‌ای را حذف کرد.[۲]
- **آغاز پایان جنگ سرد:** بسیاری از مورخان، ریکیاویک را "شکستی موفقیت‌آمیز" و نقطه آغازی برای پایان جنگ سرد می‌دانند، زیرا پویایی جدیدی در روابط دو ابرقدرت ایجاد کرد که به کاهش تنش‌ها در سال‌های بعد منجر شد.

## شرکت‌کنندگان کلیدی
علاوه بر ریگان و گورباچف، مقامات ارشد دیگری نیز در مذاکرات حضور داشتند:
- **از طرف آمریکا:** جرج پی. شولتس (وزیر امور خارجه)، دونالد ریگان (رئیس دفتر) (رئیس دفتر کاخ سفید) و پل نیتز (مشاور ویژه کنترل تسلیحات).
- **از طرف شوروی:** ادوارد شواردنادزه (وزیر امور خارجه) و سرگئی آخромеیف (رئیس ستاد کل نیروهای مسلح شوروی).